# Shinju

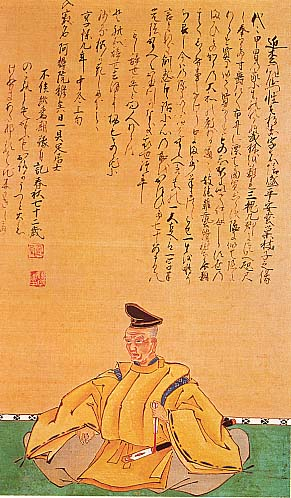
Autorretrato de Chikamatsu Monzaemon

Shinjū (心中, caracteres para 'mente' y 'centro') significa 'doble suicidio' en japonés, como en Shinjū Ten no Amijima, novela escrita por Chikamatsu Monzaemon en el siglo XVII para teatro de marionetas (bunraku) y teatro joruri. 
Se utiliza habitualmente para el suicidio de un grupo de personas unidas por el amor, normalmente amantes, padres, hijos e incluso familias enteras.

## Etimología
La palabra shinjū está formada por dos caracteres: "mente/corazón" (心) y "centro/adentro" (中). Una traducción directa podría ser "corazón adentro" o "unidad de corazones", probablemente reflejando un vínculo profundo y romántico entre los participantes.